# De Beukelaer
Stokerij De Beukelaer - ook FX De Beukelaer (soms met kleine "de") - is een Belgische familiale likeurdestilleerderij, gelegen in de Haantjeslei in het Zuid in Antwerpen. De Beukelaer is bekend voor haar elixirs: Elixir d'Anvers en Elixir de Spa.

## Geschiedenis[2][3]

### Ontstaan en groei
François-Xavier de Beukelaer was enkele jaren als wijnhandelaar actief en begon in 1870 in de Bredastraat te Antwerpen met een likeurstokerij. In datzelfde jaar deponeerde hij de Elixir d'Anvers. De kruidenlikeur stond op punt en sindsdien wordt hij gestookt volgens een vast recept. Het bedrijf was met haar elixir aanwezig op de Wereldtentoonstelling van 1885.

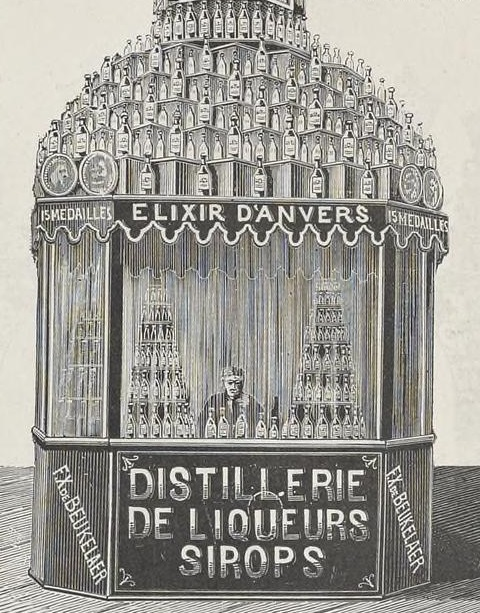
FX de Beukelaer en Elixir d'Anvers in de catalogus van de Wereldtentoonstelling van 1885

Omdat de vraag bleef groeien, kocht de Beukelaer grond in de Haantjeslei, samen met een kasteeltje en een bijhorend park. In 1894 werden de huidige bedrijfsgebouwen dan opgetrokken in neo-Vlaamse-renaissancestijl naar een ontwerp van Jules Hofman. De elixir wordt er nog steeds gestookt. De officiële naam van het bedrijf is "NV FX De Beukelaer". Op het gebouw staat eveneens de naam "F.X. de Beukelaer", naar de stichter. De vennootschap werd gesticht op 1 februari 1909.
Net voor de Eerste Wereldoorlog werkten er 60 tot 80 medewerkers in de stokerij.
Het motto van het bedrijf was "Uti, non abuti" ("gebruik, maar misbruik niet").

### Samenwerking en overnames
In 1956 nam stokerij De Beukelaer de Elixir de Spa over. Deze elixir is veel ouder dan de Elixir d'Anvers en de maker werd de allereerste hofleverancier van België.
In 2005 werd een samenwerking opgestart met graanstokerij St. Pol uit Kortrijk, maar in 2014 werd deze graanstokerij failliet verklaard. In 2007 had stokerij De Beukelaer de merknaam St.-Pol wel overgekocht, waardoor deze nog steeds geproduceerd wordt, zij het voortaan in Antwerpen.

### Bescherming van het gebouw
In 2009 werd het gebouw in de Haantjeslei 132 op de Inventaris van het Bouwkundig Erfgoed geplaatst. Op 25 september 2018 volgde dan een voorlopige bescherming als monument. De bescherming van het gebouw en van een deel van de productiemiddelen gebeurde omwille van verschillende erfgoedwaarden:
- culturele waarde: likeurstokerijen staken in de tweede helft van de 19e eeuw volop de kop op en met name Antwerpen kende er toen veel. De Beukelaer met zijn elixir is hiervan een typisch voorbeeld en getuigt van de veranderende smaak in die periode.
- historische waarde: de 18e eeuw kende heel wat kleinschalige jeneverstokerijen. In 1885 stonden de vijf grootste Antwerpse stokerijen in voor 27% van de Belgische jeneverproductie. De Beukelaer hoorde hier zeker bij.
- industrieel-archeologische waarde: het hele proces van likeurstoken is in stand gehouden in het bedrijf, gaande van de eerste verwerking van ingrediënten tot het laten rijpen van het eindproduct in eiken vaten en uiteindelijk de botteling. Er zijn nog oude installaties bewaard.
- architecturale waarde: de neo-Vlaamse-renaissancestijl was typisch voor het laatste kwart van de 19e eeuw en voor het werk van de architect Jules Hofman in die tijd (later werd hij een bekend art-nouveau-architect). Kenmerkend voor deze stijl zijn de trapgevels, speklagen in witte natuursteen, rode baksteen en blauwe hardsteen. Ook het directeursbureel in het gebouw werd ingericht in deze stijl met onder andere visgraatparket en glas-in-loodramen.

## Leiding van het bedrijf
François-Xavier de Beukelaer, de oprichter, was lange tijd de bedrijfsleider. Bij de oprichting van de officiële vennootschap in 1909 werd de zaak mee op naam van zijn vrouw en hun twee zonen Emile en Louis-Xavier de Beukelaer gezet. Vanaf de Eerste Wereldoorlog kregen de zoons de volledige leiding over het bedrijf. François-Xavier de Beukelaer overleed in 1917. Emile De Beukelaer overleed echter ook reeds in 1922 aan de gevolgen van griep, waardoor de bedrijfsleiding in handen kwam van Louis-Xavier de Beukelaer, samen met zijn zonen Balthazar-Xavier en Jean. Neef Edmond de Beukelaer (zoon van Emile) werd toen eveneens mee in de bedrijfsleiding opgenomen.
Louis-Xavier de Beukelaer ging in 1941 op pensioen. De drie anderen zetten het bedrijf dan verder tot na de Tweede Wereldoorlog. Balthazar-Xavier de Beukelaer was intussen omgekomen door een V2-bom die op zijn woning viel. Stokerij De Beukelaer kwam dan volledig in handen van Edmond de Beukelaer, die zijn zonen Emile en Jacques erbij betrok. Edmond de Beukelaer overleed in 1969. Emile de Beukelaer kreeg dan de leiding van het bedrijf. Zijn broer Jacques bleef eveneens betrokken en zetelde mee in de raad van bestuur. In de jaren 1990 ging Jacques de Beukelaer met pensioen, maar hij bleef regelmatig in de stokerij komen, tot hij in 2012 beschuldigd werd van handtastelijkheden bij een secretaresse van het bedrijf. In mei 2013 verkreeg hij evenwel opschorting van straf omdat hij de secretaresse een verontschuldigingsbrief had gestuurd en € 750 had gestort.

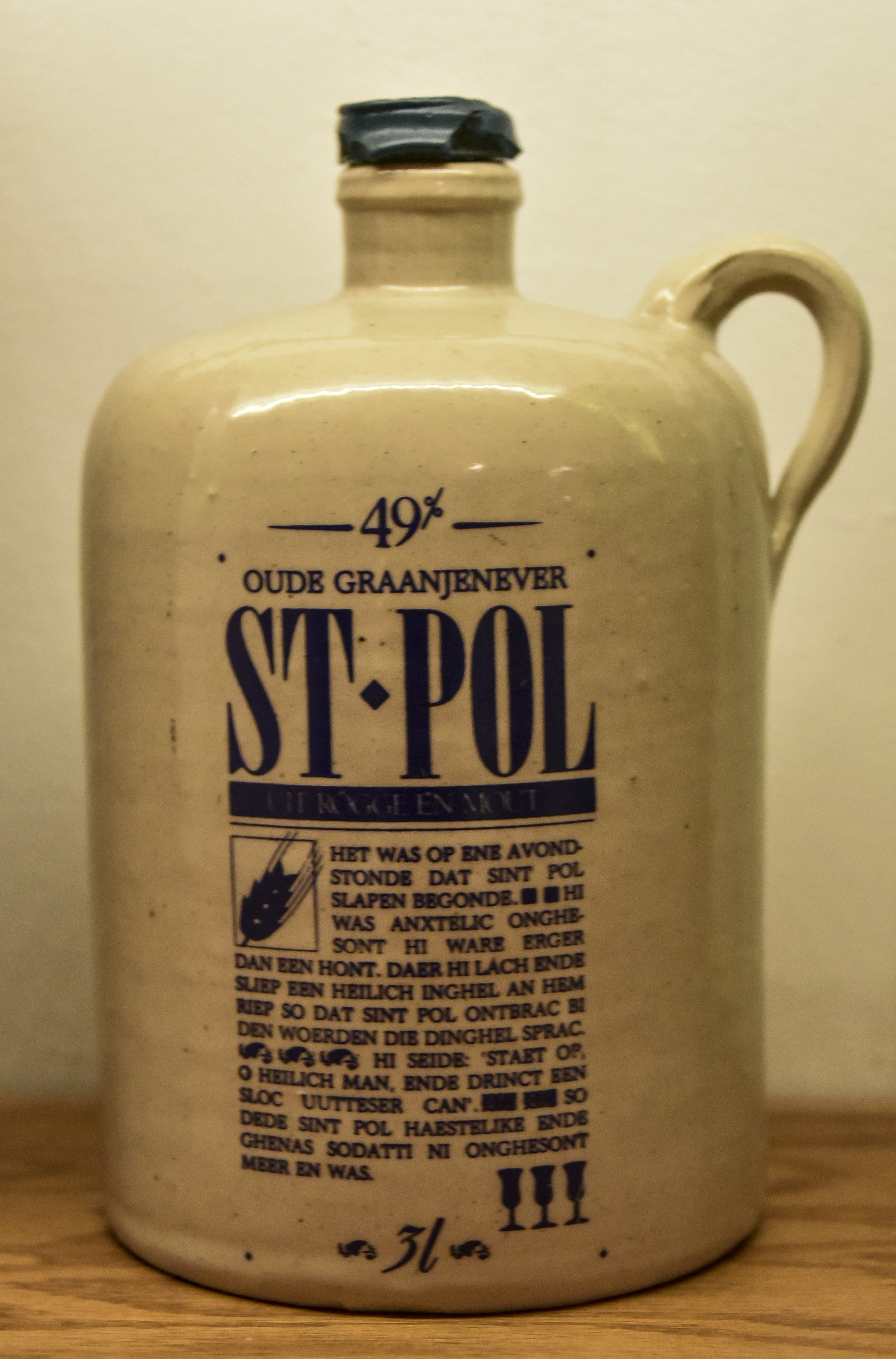
St. Pol

In 1998 werd Ivan Nolet de Brauwere, afkomstig van een adellijke distilleerdersfamilie, afgevaardigd bestuurder van de stokerij. Emile de Beukelaer, de laatste telg uit de familie de Beukelaer die bij de stokerij betrokken was, bleef nog actief in de raad van bestuur tot hij zich volledig uit het bedrijf terugtrok in 2008. De familie Nolet de Brauwere kocht het bedrijf dan over.

## Hofleverancier
Bij de overname van de Elixir de Spa mocht stokerij De Beukelaer de titel van hofleverancier mee overnemen. Voordien had het bedrijf deze titel niet. Deze titel bleef behouden, tot deze in 2008 plots niet meer verlengd werd. Dat jaar trok Emile de Beukelaer zich terug uit het bedrijf. De titel van hofleverancier wordt toegekend aan een persoon, in dit geval Emile de Beukelaer. Met het stoppen van die persoon, verdwijnt ook de titel.

## Producten
Waar oorspronkelijk alleen de Elixir d'Anvers geproduceerd werd, heeft de stokerij in de loop der jaren een nog steeds beperkt, maar toch wat uitgebreider gamma uitgebouwd:
- Elixir d'Anvers: sinds 1863
- Snaps: jenever, sinds 1904 gestookt door François-Xavier de Beukelaer[10]
- Triple sec
- Elixir de Spa: sinds 1956
- Bökland: vodka en fruitvodka, sinds 1996[11]
- St. Pol: graanjenever, sinds 2007
- Elixir d'Anvers Advocaat: advocaat, geproduceerd sinds 2015[12]
- Koffie Elixir d'Anvers: koffielikeur

## Bedrijfsresultaten
De producten van stokerij De Beukelaer worden vooral verkocht in België en de omliggende landen. Jaarlijks worden een kleine half miljoen flessen verkocht. In 2014 behaalde het bedrijf een omzet van drie miljoen euro, maar door de stijging van de accijns op de sterkedrank steeg de prijs van de elixir en daalde de verkoop met twaalf procent. Het aantal werknemers daalde van twaalf in 2014 naar acht in 2016.